# Igreja Católica no Quirguistão
A Igreja Católica no Quirguistão, Quirguizistão ou Quirguízia, é parte da Igreja Católica universal, em comunhão com a liderança espiritual do Papa, em Roma, e da Santa Sé. A maioria da população quirguiz é muçulmana e o governo é altamente secular; além disso há uma generalizada oposição a comunidades religiosas "não tradicionais", principalmente nas zonas rurais. O relatório de perseguição religiosa de 2024 da fundação Portas Abertas considerou o Quirguistão como o 61.º país que mais persegue os cristãos no mundo. Até o momento das últimas análises da Fundação ACN, de 2023, este país, apesar de ter apresentar níveis de democracia mais elevados que seus vizinhos centro-asiáticos, ainda tem perspectivas negativas quanto à liberdade religiosa.

## História
O Quirguistão foi inicialmente evangelizado pelos hereges nestorianos, no século VII. A chegada do islã e sua adoção pelos governantes mongóis da época fez com que o cristianismo foi erradicado no século XIV.
No século XIX, o território do quirguiz é invadido e conquistado pelo Império Russo. Após 1867, todo o atual território do Uzbequistão era parte da Rússia, o que fez aumentar a chegada de ortodoxos à região. Durante o governo soviético de Stalin, nos anos 1930, uma grande quantidade de russos, alemães, ucranianos, poloneses e coreanos foram enviados ao Quirguistão, o que levou a um grande crescimento no número de cristãos no país. Entretanto, muitos voltaram a seus países de origem após a morte de Stalin, fazendo o total de cristãos decrescer novamente. Durante todo o período de domínio soviético, o Estado era oficialmente ateu.
Com a independência, após o fim da União Soviética, os cristãos puderam operar no país de forma mais ativa, sendo o Quirguistão o país da região em que houve mais avanços no respeito à liberdade religiosa e ao avanço da evangelização. Em 22 de dezembro de 1997, o Papa João Paulo II criou a Missão sui iuris do Quirguistão. A missão foi elevada a administração apostólica em 18 de março de 2006, pelo Papa Bento XVI.

## Atualmente
As igrejas do território quirguiz estão enfrentando o problema da emigração dos fiéis estrangeiros a seus países de origem. Outro grande problema é a falta de cooperação entre as denominações cristãs, não só no Quirguistão, mas também nos outros países da Ásia Central. As celebrações podem ser interrompidas por membros do governo, mas isso não costuma ocorrer com muita frequência. Há também restrições à publicação de material religioso. Tudo deve ser analisado e aprovado pelo governo antes de ser publicado, e apenas grupos registrados podem distribuir seus materiais, o que significa que a maior parte desse trabalho é feito de forma não oficial. A legislação de registro dos grupos religiosas foi alterada em 2021, e dificultou ainda mais o processo. O número mínimo de membros para se poder dar entrada no registro é de 200 pessoas, e o local de culto deve atender a várias exigências, mesmo que sejam apenas alugados. Em contrapartida, para um ponto positivo, essa nova legislação deixou de requisitar a obrigação de autorização das autoridades locais para que uma entidade religiosa funcione.
Os muçulmanos que se convertem ao cristianismo são os que sofrem as perseguições mais pesadas, tanto da família quanto da sociedade. Eles costumam sofrer agressões, prisão domiciliar e expulsão da comunidade, fomentada pelos líderes muçulmanos das mesquitas. No que diz respeito à discriminação de cristãos por sexo, as mulheres tendem a sofrer abuso verbal, físico e sexual, prisão domiciliar, casamento forçado com muçulmanos e violência familiar. As que já são casadas e se convertem, têm de enfrentar o divórcio e a separação dos filhos. Os homens enfrentam abuso verbal e físico, prisão, interrogatório, multa, perda de emprego, prisão domiciliar, exclusão na herança e impedimento da participação em instituições comunitárias. Empresários cristãos podem ter seus negócios boicotados pela comunidade.
Os cristãos também precisam ter seus próprios cemitérios, pois não podem enterrar seus mortos nos mesmos cemitérios que os muçulmanos. Os cemitérios cristãos são para católicos, ortodoxos e protestantes, e frequentemente têm suas lápides vandalizadas. Em fevereiro de 2022, um cemitério foi destruído em Dmitrievka, uma aldeia na província de Chuy, e outro caso também ocorreu em Kemin. Ainda assim, os católicos desenvolvem muitos trabalhos sócio-caritativos no Quirguistão, dentre eles destaca-se um lar para mães solteiras e um para crianças e jovens deficientes. O Papa Francisco lembrou que a missão da Igreja Católica quirguiz é a de "ajudar os necessitados".
A Igreja quirguiz tem planos para a construção da catedral de Bishkek em um terreno mais central da cidade, de modo que a atual paróquia fica no subúrbio da capital do país, em um terreno isolado e de difícil acesso; isso devido a uma licença concedida pelas autoridades soviéticas em 1969, e com esta escolhida justamente para "evitar visibilidade excessiva à igreja". O templo se tornou insuficiente para comportar todas as atividades da comunidade católica. "Graças às novas instalações adjacentes à catedral, que teremos à nossa disposição, poderemos propor uma série de iniciativas culturais, encontros de oração e leituras bíblicas, destinadas a diferentes faixas etárias", afirma Damian Wojciechowski, membro da Administração Apóstolico quirguiz. O governo do Quirguistão já deu o aval para a construção da catedral, em sua tentativa de se mostrar mais próximo do respeito aos direitos humanos. Valerij Dil', Conselheiro do Presidente da República, falou durante a apresentação do projeto, afirmando que "a construção da nova igreja também terá significado internacional. A nossa República adere aos princípios democráticos e à da liberdade de professar a própria fé. A construção da igreja catedral é prova disso", e que isso tem "significado não só para os católicos do país, mas para todo o povo do Quirguistão". O Papa Francisco abençoou a pedra fundamental da nova catedral durante sua visita ao Cazaquistão, em 2022. A previsão é de que a catedral esteja pronta em 2025.
Com sede na Paróquia Santa Teresa de Calcutá, em Jalal-Abad, a Caritas Quirguistão foi criada em 2011, e, em 2015 solicitou o reconhecimento para se filiar à Caritas Internacional. A aprovação foi concedida em janeiro de 2019, e anunciada em maio, durante a XXI Assembleia Geral da Caritas Internacional.
No dia 26 de março de 2023, a freira eslovaca, irmã Daniela Činčilova, foi multada em US$ 90 por ter feito uma das leituras durante uma missa na Paróquia São Nicolau, em Talas. Policiais entraram na igreja e multaram a religiosa. As autoridades locais afirmaram que a multa foi gerada porque a religiosa "infringiu a lei ao divulgar o Catecismo entre a população de Talas sem a permissão da Comissão Estadual de Assuntos Religiosos". O diretor da cúria da Administração Apostólica do Quirguistão afirmou que isso é consequência da "ignorância dos oficiais locais envolvidos na operação, já que a religiosa não violou as normas vigentes no Quirguistão", e que entrou com os recursos legais para pedir a anulação da multa. A polícia também enviou uma carta às igrejas afirmando que se outras "violações" fossem descobertas, as autoridades "liquidariam" as igrejas. Em outubro de 2023, viralizaram vídeos feitos por militantes muçulmanos incitando a população a procurarem e perseguirem os cristãos em geral, mas principalmente os líderes das igrejas e os convertidos do islã, chamando-os de "sectaristas" e "traidores da nação e da fé nacional". Os autores dos vídeos invadiram comunidades cristãs e filmaram o rosto de seus líderes, clamando que os espectadores os procurem e os persigam, além de afirmar que são muito agressivos e que estão prontos para atacar representantes de outras religiões.

## Organização territorial

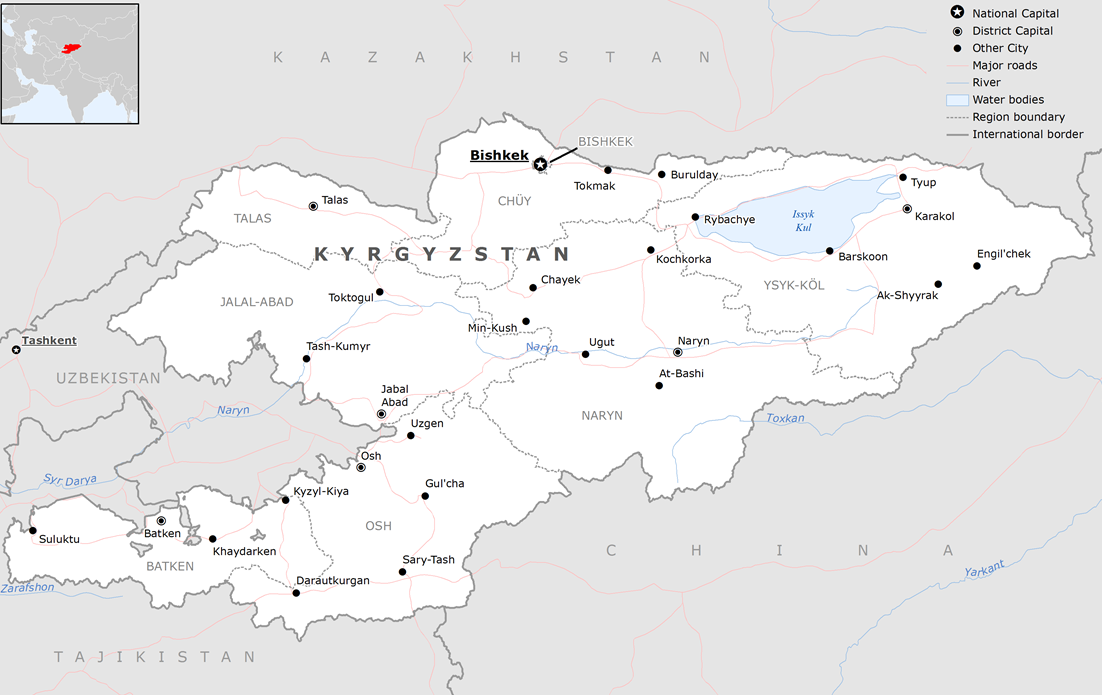
A Administração Apostólica do Quirguistão cobre todo o território do país.

O catolicismo está presente no país por uma circunscrição eclesiástica de rito romano, a Administração Apostólica do Quirguistão, que cobre todo o território do país, e possui apenas três paróquias, além de cerca de 20 comunidades menores para reunir, sobretudo, os fiéis de aldeias distantes. Fiéis que não residam próximos das paróquias se reúnem para rezar em casas particulares, e periodicamente recebem visitas dos missionários. Há casos de locais com apenas uma única família católica numa aldeia, separada de outros católicos por muitos quilômetros.
| Paróquia                           | Cidade     | Ref.   |
| ---------------------------------- | ---------- | ------ |
| Pró-catedral de São Miguel Arcanjo | Bishkek    | [ 23 ] |
| Santa Teresa de Calcutá            | Jalal-Abad | [ 24 ] |
| São Nicolau                        | Talas      | [ 25 ] |

Há também a Administração Apostólica do Cazaquistão e Ásia Central, sediada no Cazaquistão, que abrange todos os países da Ásia Central, e é voltada aos fiéis católicos de rito bizantino.

## Conferência Episcopal
A Conferência dos Bispos da Ásia Central reúne os bispos de diversos países: Afeganistão, Azerbaijão, Cazaquistão, Mongólia, Quirguistão, Tajiquistão, Turcomenistão e Uzbequistão, e foi criada em 8 de setembro de 2021. Sua sede fica em Astana, no Cazaquistão.

## Nunciatura Apostólica
A Nunciatura Apostólica do Quirguistão foi criada em 1994, e sua sede fica localizada em Astana, no Cazaquistão.